# Trans Europe Foot Race
Trans Europe Foot Race är en flerdagars löpartävling på extrem ultralångdistans. Loppet går tvärs genom Europa och är en av världens längsta löpartävlingar. Loppet organiseras av en tysk organisation.
Löparna ska springa hela vägen, och får mat och dryck längs dagsetapperna och övernattning ordnad av arrangören. Varje dagsetapp startar vid en gemensam tidpunkt på morgonen. Dagsetappernas tid summeras i resultatet. Det ingår inga vilodagar.

## 2003 års lopp
Trans Europe Foot Race ägde rum första gången 2003, då loppet gick från Lissabon till Moskva på 64 dagar med en längd på cirka 5 100 km. Av 49 startande och fullföljde 21 löpare tävlingen. Segrare blev Robert Wimmer från Tyskland med tiden 480.29. Den enda kvinna som nådde mål var Mariko Sakamoto från Japan med tiden 788.36.

## 2009 års lopp
Loppet ägde rum igen år 2009, denna gång från Bari i Italien till Nordkap i Norge på 64 dagar (Färjelinjen Göteborg–Kiel användes). Starten var 19 april och målgången 21 juni. Löpsträckan var 4 485 km. Segrare blev Rainer Koch från Tyskland med tiden 378.12. Kvinnlig segrare blev Furuyama Takako från Japan, med tiden 529.06. Totalt nådde 39 män och 6 kvinnor målet, av 56 startande män och 11 kvinnor.

## 2012 års lopp
Loppet ägde rum igen år 2012, denna gång från Skagen till Gibraltar, en sträcka på cirka 4 200 km. vinnaren var Peter Bartel från Tyskland. Damvinnaren var Ria Buiten från Nederländerna.